# Westbury-on-Severn
Westbury-on-Severn é uma paróquia e aldeia de Forest of Dean, no condado de Gloucestershire, na Inglaterra. De acordo com o Censo de 2011, tinha 1792 habitantes. Tem uma área de 33,63 km².